# 치누크 자곤
치누크 자곤(Chinook Jargon)은 미국 서북부 해안 지역 원주민인 치누크족을 비롯한 토착민 집단들(서로 다른 언어를 사용하는)이 주로 교역활동 과정의 의사소통에 썼던 피진의 일종이다. 유럽인들의 이 지역 진출 이후에는 영어, 프랑스어의 영향이 섞이면서 지금의 미국 오리건주, 워싱턴주와 캐나다 브리티시컬럼비아 주를 중심으로 한 일대지역에서 교역언어로서 확장되었다. 치누크 자곤은 피진,크레올 언어의 일반적 특징을 지니며, 치누크족 언어에 (어휘를 비롯한) 바탕을 두고 있으나, 원래 언어와 동일한 언어나 그 변종은 아니다. 치누크 자곤은 교역시 의사소통이란 임시적 목적을 위해 생성된 언어이므로, 단어수가 수백개 정도로 매우 적고, 배우기 쉽다. 현재도 해당 지역에서 쓰이는 영어나 토착 언어에 섞여 쓰이기도 한다. 치누크 자곤은 [r]음을 피하거나 덜쓰는 경향이 있으며, 영어 rice는 lice로, 프랑스어 merci는 mahsie로 바뀌어 수용되었다.

## 언어 명칭
영어에서의 일반적인 명칭은 Chinook Jargon이라고 부르지만 이 언어의 크레올화된 형태를 보존하려는 몇몇 언어학자들은 치누크 와와(Chinuk Wawa)란 명칭을 더 선호한다.
다만 치누크 와와란 표현은 역사적으로 당사자들 사이에서 쓰이지는 않았다. 당사자들은 단순하게 와와(Wawa) 또는 Lelang이라고 불렀다. 그 밖에도 치누크 자곤을 가리키는 말은 지역이나 시대에 따라 다양했는데, 단순히 "옛 교역어"라고 부르기도 했다.

## 언어사
치누크 자곤은 북미의 태평양 연안지역에서 언어적으로 다양한 토착민 집단 사이의 교역어로서 토착언어들의 어휘를 바탕으로 하여 형성되었다. 이들은 서로 다른 어족에 속하는 수십개 이상의 언어를 쓰는 집단이었다. 1858년에서 1900년 사이에 매우 활발하게 쓰였는데, 이후 스페인 독감과 1차 세계대전, (영어를 사용하는) 정규교육의 보급등으로 점차 사용이 줄어들었다.
유럽인 이민자들과의 접촉을 통하여 본디 아메리카 토착민의 피진이었던 치누크 자곤은 곧 영어와 프랑스어 차용어들을 흡수하게 되었다. 또한 유럽 이민자들 또한 치누크 자곤을 토착민 집단과의 의사소통에 유용한 도구로 인정하고 사용하였다. 20세기까지 치누크 자곤은 이 지역에서 교역관계에서 쓰였으며, 그 단어들은 현재도 해당 지역의 지명이나 기업명등으로 정착하여 남아 있다.
캐나다 브리티시컬럼비아 주의 캠루프스 교구에서는 당시 유행했던 속기법을 이용하여 치누크 자곤을 적는 방식을 채용하여 수백의 이용자들이 읽기와 쓰기를 익히기도 했다. 그 결과 치누크 자곤으로 쓰인 여러 장르의 문학작품도 등장,유행하게 되었다. 소설가이자 초기 미원주민 운동가였던 마라 엘리스 리언도 치누크 자곤의 단어와 문구들을 자기 작품에 썼다.
Nard Jones에 따르면 치누크 자곤은 2차 세계대전 직전까지 시애틀 지역에서 쓰였다고 한다. (시애틀은 대도시 중에 이 언어가 널리 쓰인 최후의 도시라고 한다) 1972년저술에서 언급한 바에 따르면 90~100세 노인 몇몇만이 완전히 그 언어를 말할 수 있었다고 한다.
존스는 전성기 때의 사용인구를 약 10만명으로 추산한다.

## 영어에 대한 영향과 흡수된 어휘
캐나다 브리티시컬럼비아 주 및 미국의 오리건 주,워싱턴주 일대에서 쓰이는 영어에는 치누크 자곤의 어휘가 지역 영어로 흡수되어 남아 있다. 이는 인종에 관계없이 모든 사람에게 해당된다.
- Skookum:매우 다양한 의미범주를 지니고 있는 단어로서 가능,가능한,믿음직한 등등의 동사 또는 형용사적 용법으로 쓰인다.
- Cheechako — 새내기. 신입. 새로운을 뜻하는 chee와 오다란 뜻의 chako의 합성어로서 (원주민 입장에서) 백인을 비롯한 비토착민 이민자들을 가리키는 말이다.